# Drumconrath
Drumconrath är en ort i republiken Irland. Den ligger i den nordöstra delen av landet, 60 km norr om huvudstaden Dublin. Drumconrath ligger 35 meter över havet och antalet invånare är 370.
Terrängen runt Drumconrath är platt. Runt Drumconrath är det ganska glesbefolkat, med 27 invånare per kvadratkilometer. Närmaste större samhälle är Ardee, 7,6 km öster om Drumconrath. Trakten runt Drumconrath består i huvudsak av gräsmarker.